# كارلوس هاميلتون فاسكونسيلوس أرواخو
كارلوس هاميلتون فاسكونسيلوس أرواخو (بالبرتغالية: Carlos Hamilton Vasconcelos Araújo‏) هو اقتصادي برازيلي، ولد في 4 أغسطس 1964 في سيارا في البرازيل.